# Cissampelos
Cissampelos é um género botânico pertencente à família Menispermaceae.

## Espécies
- Cissampelos capensis
- Cissampelos pareira
- Cissampelos tropaeolifolia
- Cissampelos sympodialis

## Classificação do gênero
| Sistema | Classificação                   | Referência |
| ------- | ------------------------------- | ---------- |
| Linné   | Classe Dioecia, ordem Hexandria | [ 1 ]      |